# Axel Hartman
Axel Fridolf Hartman, född 28 januari 1851 i Stockholm, död 3 december 1930 i Göteborg, var en svensk konstnär och fotograf.
Han var son till hovrättsnotarien Ernst Albert Hjertström och Christina Andersson  och från 1899 gift med Elvira Andersson. Hartman studerade en kortare tid vid Konstakademien i Stockholm men lämnade utbildningen för ett arbete vid järnvägen. Han etablerade sig som fotograf i Göteborg 1901 och var i huvudsak verksam med reklamfotografering. Hartman är representerad vid Göteborgs historiska museum  med fotografier av det gamla Göteborg och oljemålningen Hellstedsplatsen samt några minutiöst utförda akvareller och tuschteckningar. Han är gravsatt på Östra kyrkogården i Göteborg.